# Gare de Dormans
La gare de Dormans est une gare ferroviaire française de la ligne de Paris-Est à Strasbourg-Ville (officiellement dénommée ligne de Noisy-le-Sec à Strasbourg-Ville), située sur le territoire de la commune de Dormans, dans le département de la Marne, en région Grand Est.
Elle est mise en service en 1849 par la Compagnie du chemin de fer de Paris à Strasbourg avant de devenir une gare de la Compagnie des chemins de fer de l'Est (EST).
C'est une gare de la Société nationale des chemins de fer français (SNCF) du réseau TER Grand Est, desservie par des trains régionaux.

## Situation ferroviaire
Établie à 66 mètres d'altitude, la gare de Dormans est située au point kilométrique (PK) 116,401 de la ligne de Paris-Est à Strasbourg-Ville, entre les gares ouvertes de Château-Thierry et d'Épernay. Entre Château-Thierry et Dormans, s'intercalent les gares fermées de Mézy et de Varennes - Jaulgonne, tandis qu'entre Dormans et Épernay, s'intercalent les gares fermées de Troissy, de Port-à-Binson - Châtillon et de Damery - Boursault (voir schéma de la ligne de Paris-Est à Strasbourg-Ville).

## Histoire
La gare de Dormans est mise en service officiellement le 21 août 1849 par la Compagnie du chemin de fer de Paris à Strasbourg, lorsqu'elle ouvre à l'exploitation la section de Meaux à Épernay. Dormans, est encadrée par les stations de Varennes et Port-à-Binson, et est desservie par les omnibus et les trains express.
Comme pour de nombreuses gares de la ligne entre Noisy-le-Sec et Vitry-le-François, la Compagnie des chemins de fer de l'Est a construit un bâtiment voyageurs de type 7, qui se caractérise par :
- une disposition symétrique de deux ailes et un corps central, plus haut ;
- un corps central à quatre travées, dont les deux médianes sont très proches ;
- une toiture sous bâtière à pente faible avec une corniche à denticules ;
- des éléments décoratifs tels que des persiennes larges et un œil-de-bœuf très bas.

En 1902, des travaux sont exécutés pour l'installation d'un échange avec le trafic de la gare du réseau à voie métrique des chemins de fer de la Banlieue de Reims (CBR) suivant la décision ministérielle du 13 novembre 1901. La gare d'échange est mise en service en 1903 lors de l'ouverture de la ligne de Bouleuse à Dormans.

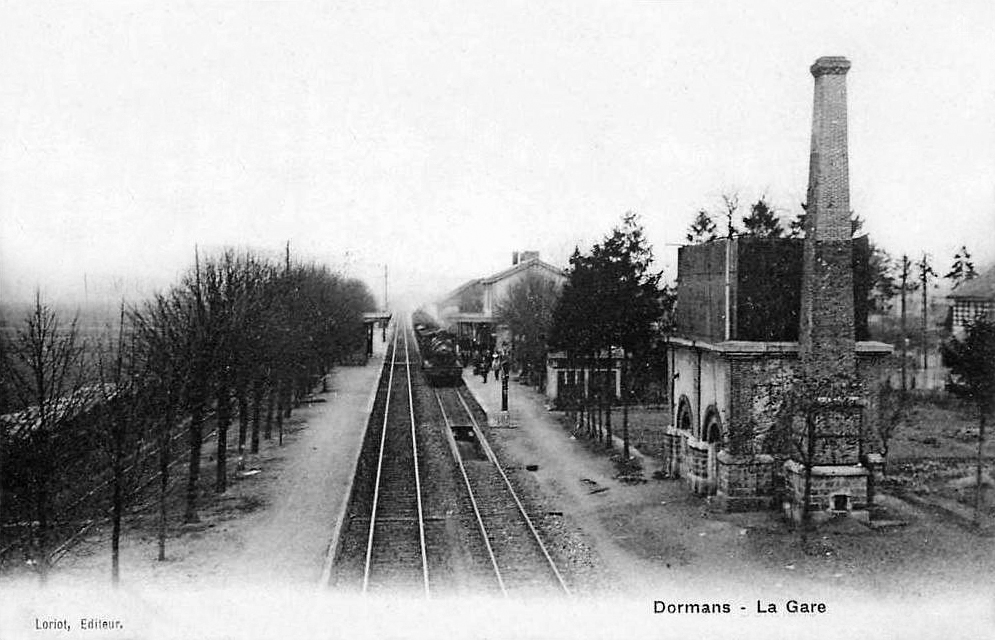
La gare vers 1900.
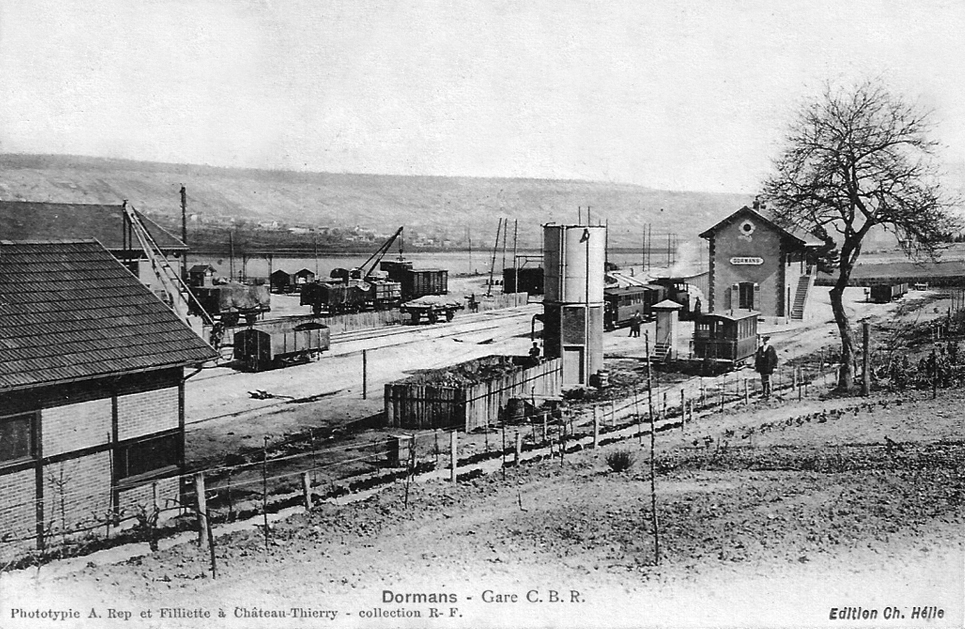
La gare d'échange CBR vers 1910.

Pendant la Première Guerre mondiale, la gare est utilisée par les militaires ; elle se retrouve au centre des combats lors de la seconde bataille de la Marne. Le bâtiment, endommagé lors des combats, a été réparé et existe toujours.

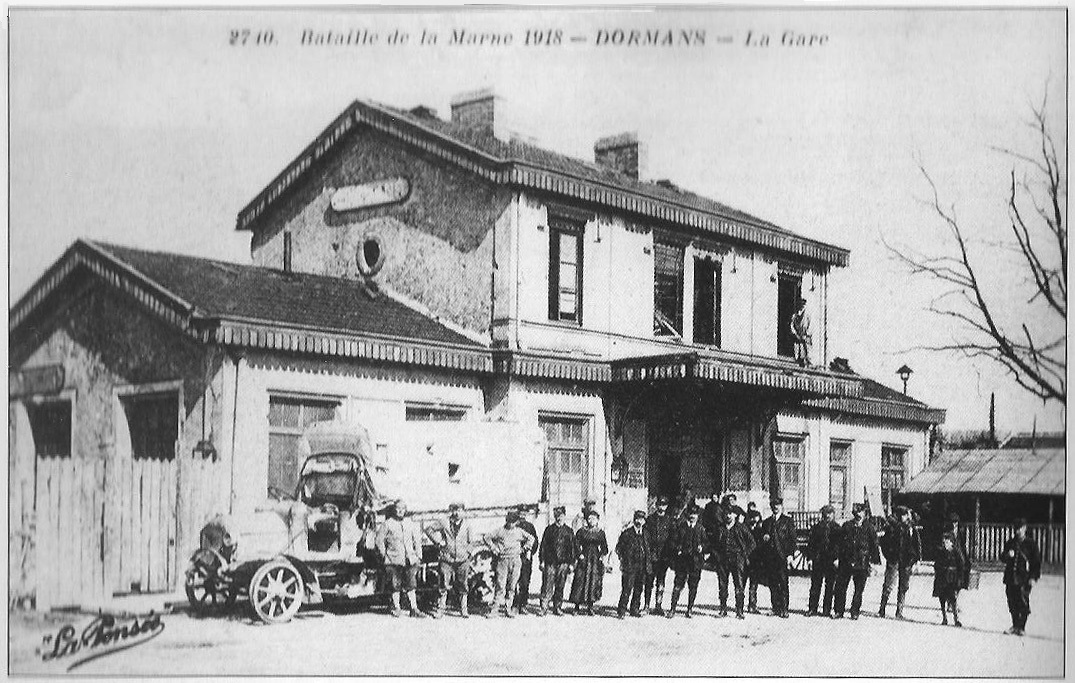
La gare en 1918…
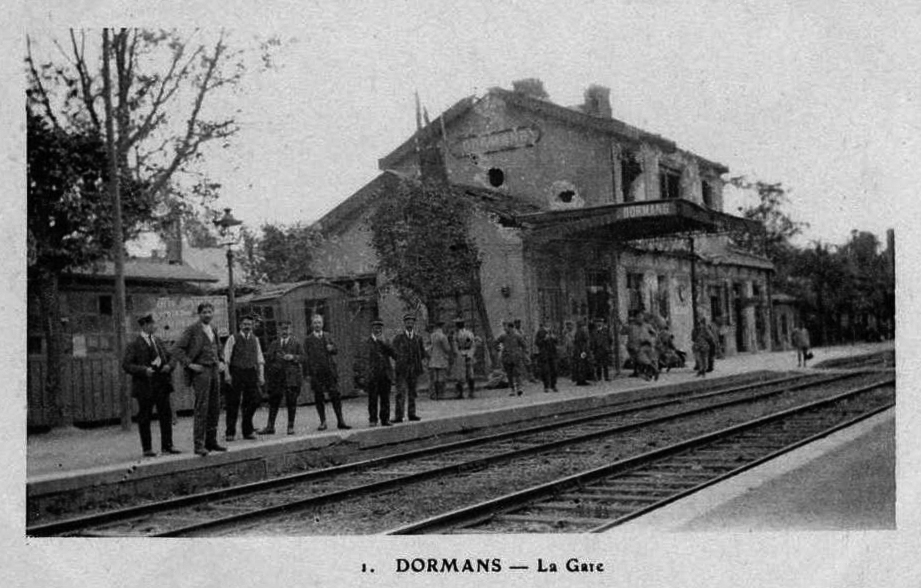
… et après un bombarment.

La gare dispose de deux quais (1 et 2), d'une passerelle et d'un abri de quai.

### Fréquentation
Selon les estimations de la SNCF, la fréquentation annuelle de la gare figure dans le tableau ci-dessous.
| Année     | 2015    | 2016    | 2017    | 2018    | 2019    | 2020   | 2021    | 2022    | 2023    | 2024    |
| --------- | ------- | ------- | ------- | ------- | ------- | ------ | ------- | ------- | ------- | ------- |
| Voyageurs | 112 969 | 107 441 | 110 303 | 112 898 | 129 483 | 95 970 | 103 970 | 130 444 | 150 439 | 154 782 |

## Service des voyageurs

### Accueil
Gare de la SNCF, elle dispose d'un bâtiment voyageurs (avec toilettes), ouvert du lundi au vendredi et fermé les samedis, dimanches et jours fériés.

### Desserte
Dormans est une gare du réseau TER Grand Est, desservie par des trains régionaux effectuant des relations entre Paris-Est et Châlons-en-Champagne, Saint-Dizier, Bar-le-Duc ou Strasbourg-Ville, mais également entre Château-Thierry et Reims.

### Intermodalité
Un parking est aménagé à ses abords.

## Service des marchandises
Cette gare est ouverte au service du fret.